# Вулиця Леонтовича (Київ)
Ву́лиця Леонто́вича — вулиця в Шевченківському районі Києва, простягається від вулиці Богдана Хмельницького до бульвару Тараса Шевченка.
Прилягає Ботанічна площа, на якій розташований Володимирський собор.

## Історія
Вулиця виникла у 60-ті роки XIX століття, у 1869 році отримала назву Гімнази́чна (рос. Гимназическая), пов'язану із Другою київською гімназією, що розташовувалася поряд. Сучасна назва — з 1921 року, на честь композитора Миколи Леонтовича (назву підтверджено 1944 року).
Існуюча забудова вулиці зведена наприкінці XIX — у 1-й третині XX століття.

## Будівлі
- № 4 — Посольство Королівства Бельгія
- № 5 — на початку ХХ століття за цією адресою було споруджено контору Товариства братів Терещенків. З 1921 року тут розташувався Київський технікум зв’язку. З 1980 року — Інститут світової економіки і міжнародних відносин НАН України
- № 9 — Інститут біохімії імені О. В. Палладіна НАН України
- № 11 — Київський коледж зв'язку

## Особистості
У будинку № 1 мешкав один із засновників Київської консерваторії, композитор і педагог Володимир Пухальський, у будинку № 2 — хірург Іван Іщенко, у будинку № 7 — учасник оборони Севастополя у 1853–1855 роках генерал-лейтенант Дмитро Мессарош, у будинку № 9 — академік Олександр Палладін.

### Меморіальні дошки
- На будинку № 6а встановлено меморіальну дошку Антонові Макаренку, що мешкав у цьому будинку протягом 1935–1937 років.
- На будинку № 9 встановлено дошку Олександрові Палладіну, що мешкав у цьому будинку протягом 1935–1972 років.